# Талдикін Іван Гордійович
Іван Гордійович Талдикін (1910, Путивль — 16 березня 1945, Полчин-Здруй) — радянський льотчик-винищувач, підполковник ВПС СРСР; здобув 8 повітряних перемог у Німецько-радянській війні.

## Біографія
Народився 1910 року в Путивлі (Курська губернія, нині Сумська область). У РККА з 1933 року. Закінчив льотне училище в 1938 році. У 1939—1940 роках воював на фронтах радянсько-фінської війни, був важко поранений. 26 січня 1940 нагороджений орденом Червоної зірки «за зразкове виконання бойових завдань командування на фронті боротьби з фінською білогвардійщиною і виявлені при цьому доблесть і мужність».
На фронті Німецько-радянської війни з 22 червня 1941 року, воював проти люфтваффе. Служив у 236-му, 509-му, 519-му та 88-му винищувальних авіаполках ВПС РККА, із 17 грудня 1942 по 3 травня 1943 командував 516-м винищувальних авіаполком. Кілька разів був поранений. Згідно з газетею «Сталінський сокіл» від 14 серпня 1942 року, будучи комісаром полку, під час одного з боїв Талдикін збив німецький штурмовик Junkers Ju 88 вогнем із гармати і кулеметів, потім прийняв бій проти двох Messerschmitt Bf.109 і був поранений; комісара Талдикін врятував старший лейтенант Степаренко, відігнавши німців від літака комісара. Після лікування Талдикін повернувся на фронт. Усього здійснив 201 бойовий виліт за всю війну, здобувши 8 повітряних перемог.
У лютому 1944 року Талдикін був відряджений у Військо Польське, де очолив 1-й винищувальний авіаційний полк «Варшава», також був інструктором польських льотчиків. Він брав участь у боях за Польщу від Варки до Колобжега (Кольберга). 16 березня 1945 року о 9 годині ранку надійшли повідомлення про те, що під Колобжегом висадилися німецькі підкріплення. У зв'язку з поганими метеоумовами (сильні ранкові морози, бруд і лід) не вдавалося зробити хоча б один виліт, щоб провести розвідку погоди і ворожих сил. До полудня пішов дощ, до нього черговим екіпажам тричі оголошувалася і потім скасовувалася тривога. Пізніше Талдикіну в обід прийшов наказ відправити штурмовики і знищити німецький десант під Колобжегом — із Талдикіним відправився майор польських ВПС Лисецький. Капітан Баєв повідомив про низьку хмарність і погані умови, однак Талдикін свого рішення не змінив. За час польоту хмарність посилилася, видимість різко знизилася. При спробі повернутися назад літаки Талдикіна та Лисецького мало не зіткнулися, однак Талдикін, намагаючись уникнути зіткнення, різко пішов вгору, бо його літак втратив швидкість, різко задер ніс, махнув хвостом і, перекинувшись через крило, зірвався у штопор. Урятувати машину або вижити льотчику не вдалося. Падіння відбулося близько Полчин-Здруй.
Талдикін був похований у Бидгощі спочатку на вулиці Гданській біля костелу, а потім на вулиці Артилерійській, його ім'я має вулиця в бидгощському районі Фордон та місті Свідвин.

## Нагороди
- орден Червоного Прапора (29.07.1942)
- два ордени Вітчизняної війни I ступеня (07.04.1945, 06.05.1945)
- орден Червоної Зірки (26.01.1940)
- медаль «За бойові заслуги» (03.11.1944)[9]